# Anabaptizam
Anabaptizam je radikalni ogranak reformacije čiji pripadnici smatraju kako krštenje izvršeno odmah nakon poroda nema vrijednosti jer dijete ne razumije evanđelje te se ne može na njega odazvati, zbog čega obred treba ponoviti kada čovjek dođe do potpune umne svijesti.
Ovaj pokret najprije se pojavio 1524. u Zürichu, a započeli su ga negdašnji učenici reformatora Urlicha Zwinglija. Glavne karakteristike anabaptističkog pokreta bili su vjerničko krštenje i odvojenost crkve od države po pitanju vjere i uređenja. Najpoznatije današnje sljedbe koje slijede duh ovoga učenja su amiši, baptisti, huteriti, menoniti, Crkva braće, i Braća u Kristu. Vođe anabaptističkog pokreta bili su frizijski teolog Menno Simons i njemački pastor Thomas Münster.